# Козельщинська селищна територіальна громада
Козельщинська селищна територіальна громада — територіальна громада в Україні, в Кременчуцькому районі Полтавської області. Адміністративний центр — селище Козельщина.
Площа громади — 491,54 км², населення — 10 597 мешканців (2018).
Утворена 4 жовтня 2017 року шляхом об'єднання Козельщинської селищної ради та Лутовинівської, Мануйлівської, Михайликівської, Пашківської, Пригарівської, Приліпської, Рибалківської, Хорішківської сільських рад Козельщинського району.

## Населені пункти
До складу громади входять 1 селище (Козельщина) і 62 сіл: Андрійки, Бреусівка, Бригадирівка, Булахи, Бутоярівка, Верхня Жужманівка, Верхня Мануйлівка, Винники, Висока Вакулівка, Вільне, В'язівка, Ганнівка, Глибока Долина, Дзюбанівка, Довге, Дяченки, Загребелля, Задовга, Калашники, Калинівка, Кащівка, Квіти, Костівка, Красносілля, Лозки, Лутовинівка, Майорщина, Мальці, Мар'янівка, Миргородщина, Михайлики, Нижня Жужманівка, Нижня Мануйлівка, Нова Україна, Новоселівка, Олександрівка Друга, Оленівка, Ольгівка, Омельниче, Павлики, Павлівка, Панасівка, Пашенівка, Пашківка, Підгорівка, Пригарівка, Приліпка, Рибалки, Солониця, Сухий Кобелячок, Сушки, Улинівка, Харченки, Хмарине, Хорішки, Цибівка, Чечужине, Чорноглазівка, Шевченки, Юрівка, Юрки та Юрочки.